# Шерзод Насруллаєв
Шерзод Насруллаєв (узб. Sherzod Nasrullaev, нар. 23 липня 1999) — узбецький футболіст, захисник «Насафа» та національної збірної Узбекистану.

## Клубна кар'єра
Народився 23 липня 1999 року в місті Косон. Вихованець футбольної школи клубу «Насаф». Дорослу футбольну кар'єру розпочав 2018 року в основній команді того ж клубу. У 2021—2023 роках став тричі поспіль володарем Кубка Узбекистану.

## Виступи за збірні
Протягом 2018 років залучався до складу молодіжної збірної Узбекистану до 21 року, де зіграв у 3 офіційних матчах і забив 1 гол.
2020 року складі збірної Узбекистану до 23 років взяв участь у чемпіонаті Азії серед молодіжних команд, в якому збірна Узбекистану посіла четверте місце, але на поле не виходив.
27 січня 2022 року дебютував в офіційних іграх у складі національної збірної Узбекистану в товариському матчі проти Південного Судану (3:0).
У складі збірної був учасником кубка Азії з футболу 2023 року у Катарі, де у грі проти Індії (3:0) забив гол.
Наразі протягом кар'єри в національній команді провів у її формі 19 матчів, забивши 1 гол.
| Дата       | Місто     | Господарі    | Результат | Гості           | Турнір                     | Голи | Примітки |
| ---------- | --------- | ------------ | --------- | --------------- | -------------------------- | ---- | -------- |
| 27-1-2022  | Дубай     | Узбекистан   | 4 – 2     | Південний Судан | товариський матч           | -    |          |
| 29-3-2022  | Наманган  | Узбекистан   | 4 – 2     | Уганда          | товариський матч           | -    |          |
| 27-9-2022  | Сувон     | Узбекистан   | 1 – 2     | Коста-Рика      | товариський матч           | -    | 72'      |
| 16-11-2022 | Ташкент   | Узбекистан   | 2 – 0     | Казахстан       | товариський матч           | -    | 69'      |
| 20-11-2022 | Ташкент   | Узбекистан   | 0 – 0     | Росія           | товариський матч           | -    |          |
| 24-3-2023  | Джидда    | Узбекистан   | 1 – 0     | Болівія         | товариський матч           | -    | 58'      |
| 28-3-2023  | Джидда    | Узбекистан   | 1 – 1     | Венесуела       | товариський матч           | -    | 88'      |
| 11-6-2023  | Ташкент   | Узбекистан   | 3 – 0     | Оман            | Кубок націй ФАЦА 2023      | -    |          |
| 14-6-2023  | Ташкент   | Туркменістан | 0 – 2     | Узбекистан      | Кубок націй ФАЦА 2023      | -    |          |
| 20-6-2023  | Ташкент   | Узбекистан   | 0 – 1     | Іран            | Кубок націй ФАЦА 2023      | -    | 78'      |
| 9-9-2023   | Сент-Луїс | США          | 3 – 0     | Узбекистан      | товариський матч           | -    | 68'      |
| 13-9-2023  | Атланта   | Мексика      | 3 – 3     | Узбекистан      | товариський матч           | -    | 46' 87'  |
| 13-10-2023 | Далянь    | В'єтнам      | 0 – 2     | Узбекистан      | товариський матч           | -    | 46'      |
| 16-10-2023 | Далянь    | КНР          | 1 – 2     | Узбекистан      | товариський матч           | -    | 89'      |
| 16-11-2023 | Ашгабат   | Туркменістан | 1 – 3     | Узбекистан      | Відбір до ЧС 2026          | -    | 75'      |
| 25-12-2023 | Дубай     | Киргизстан   | 1 – 4     | Узбекистан      | товариський матч           | -    |          |
| 7-1-2024   | Доха      | Палестина    | 0 – 1     | Узбекистан      | товариський матч           | -    |          |
| 13-01-2024 | Ер-Раян   | Узбекистан   | 0 – 0     | Сирія           | Кубок Азії 2023 - 1-й етап | -    | 46'      |
| 18-01-2024 | Ер-Раян   | Індія        | 0 – 3     | Узбекистан      | Кубок Азії 2023 - 1-й етап | 1    | 46'      |
| Усього     |           | Матчів       | 19        |                 | Голів                      | 1    |          |

## Титули і досягнення
- Чемпіон Узбекистану (1):

«Насаф»: 2024
- Володар Кубка Узбекистану (3):

«Насаф»: 2021, 2022, 2023
- Володар Суперкубка Узбекистану (3):

«Насаф»: 2023, 2024, 2025